# عبد الله بن راشد المعلا
عبد الله بن راشد المعلا  (12 ديسمبر 1971 -)، نائب حاكم إمارة أم القيوين في دولة الإمارات العربية المتحدة.

## حياته ونشأته
ولد في إمارة أم القيوين (12 ديسمبر 1971) وهو الإبن الخامس لوالده الشيخ راشد بن أحمد المعلا. تلقّى تعليمه النظامي في دولة الإمارات العربية المتحدة وتخرج من أكاديمية ساندهيرست العسكرية الملكية في 1992 في المملكة المتحدة.
عين بعد تخرجه رئيساً للشرطة والأمن العام في إمارة أم القيوين عام 1997. وفي عام 2004، عينه الشيخ راشد بن أحمد المعلا نائباً لحاكم أم القيوين، وهو المنصب الذي شغله حتى 2024. وكان أيضاً عضوًا في المجلس الأعلى لدولة الإمارات العربية المتحدة.
خلال فترة عمله كنائب للحاكم، أشرف على مشاريع رائدة في الإمارة مثل دريم لاند أكوا بارك وإعادة بناء النادي البحري في أم القيوين ومشروع الواجهة البحرية، واستثمارات كبيرة من قبل مجموعة إعمار الدولية. تم إنشاء دريم لاند أكوا بارك التي افتتحت في 12 يونيو 1997 بناءً على رؤية الشيخ عبد الله بن راشد المعلا لتكون مكانًا "حيث المتعة حق للجميع".
بالإضافة إلى ذلك، شارك الشيخ عبد الله في تأسيس العيادة الملكية الأوروبية لطب الأطفال مع ابن عمه الشيخ حمد بن عبد العزيز المعلا، تقع العيادة في J3 مول في دبي، وتقدم ندوات لمساعدة الآباء على التعرف على صعوبات التعلم لدى أطفالهم وفهمها.
توفي في الرابع والعشرين من شهر سبتمبر عام 2024.